# Ambène
Die Ambène ist ein Fluss in Frankreich, der im Département Puy-de-Dôme in der Region Auvergne-Rhône-Alpes verläuft. Sie entspringt beim Weiler Sauterre im südlichen Gemeindegebiet von Manzat, entwässert generell in östlicher Richtung durch den Regionalen Naturpark Volcans d’Auvergne und mündet nach rund 30 Kilometern im Gemeindegebiet von Entraigues als linker Nebenfluss in den Bedat. In seinem Unterlauf durchquert die Ambène das Stadtgebiet von Riom und das dicht besiedelte Umland.

## Orte am Fluss
(Reihenfolge in Fließrichtung)
- Charbonnières-les-Varennes
- Enval
- Mozac
- Riom
- Ennezat
- Entraigues